# Maxime Faget

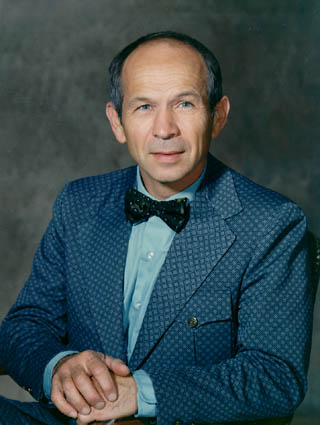
Maxime Faget

Maxime Allen Faget (ur. 26 sierpnia 1921 w Stann Creek Town, zm. 9 października 2004 w Houston) – amerykański inżynier, aerodynamik, konstruktor statków kosmicznych. Współpracował przy wszystkich projektach statków załogowych w okresie pracy w NASA.
Studiował na Uniwersytecie Stanu Luizjana (ukończył studia inżynierskie w 1943). Trzy lata służył w amerykańskiej marynarce wojennej, następnie podjął pracę w laboratorium badawczym NASA. Dołączył do zespołu Laboratorium Astronautycznego Langleya (Langley Aeronautical Laboratory), położonego w pobliżu Norfolk w stanie Wirginia. Stanął na czele wydziału zajmującego się badaniami aerodynamiki statków bezzałogowych. Prowadził badania nad osłoną termiczną statku Merkury.  Zaprojektował kapsułę Merkury w ramach tego projektu. W 1958 trafił do pracującego dla NASA zespołu zajmującego się lotami załogowymi (Space Task Group), który później przekształcił się w Centrum Lotów Załogowych, a ostatecznie  w Centrum Lotów Kosmicznych imienia Lyndona B. Johnsona. W 1962 zastał zastępcą kierownika zespołu, odpowiedzialnym za kwestie techniczne i rozwój nowych rozwiązań, a później awansował na stanowisko kierownika. 
Wniósł wielki wkład w projekty, które legły u podstawy załogowych lotów programu Merkury. Opracował ścięty stożek z tępą, odrobinę łukowatą w przekroju, osłoną termiczną. Z niewielkimi zmianami kształt ten pozostał standardem w amerykańskich załogowych pojazdach kosmicznych aż do czasu zbudowania promu kosmicznego. 
W 1981 przeszedł na emeryturę w NASA; kontynuował pracę w Space Industries Inc. (które współzakładał w 1982) i nadal zajmował się pojazdami kosmicznymi.